# Megalogomphus bicornutus
Megalogomphus bicornutus là loài chuồn chuồn trong họ Gomphidae. Loài này được Fraser mô tả khoa học đầu tiên năm 1922.